# Vesala (Helsinki)
Vesala (suédois : Ärvings) est une section du quartier de Mellunkylä à Helsinki en Finlande. 

## Description
Vesala a une superficie de 1,52 km2, elle accueille 7 331 habitants(1.1.2010) et elle offre 338 emplois (31.12.2008).
Vesala est une section avec les plus forts taux de chômage et de criminalité de la capitale.

## Galerie

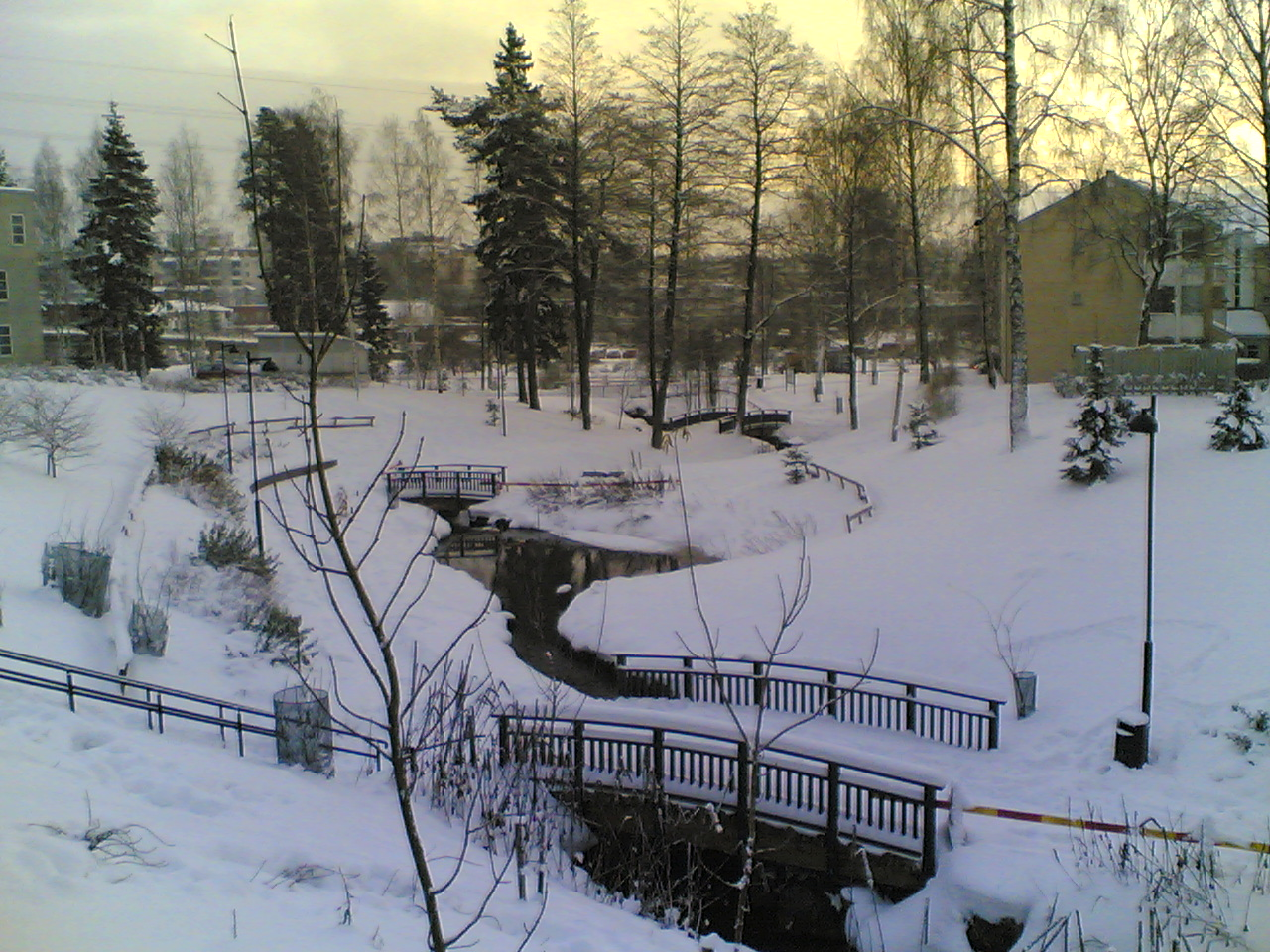
Parc au trésor.
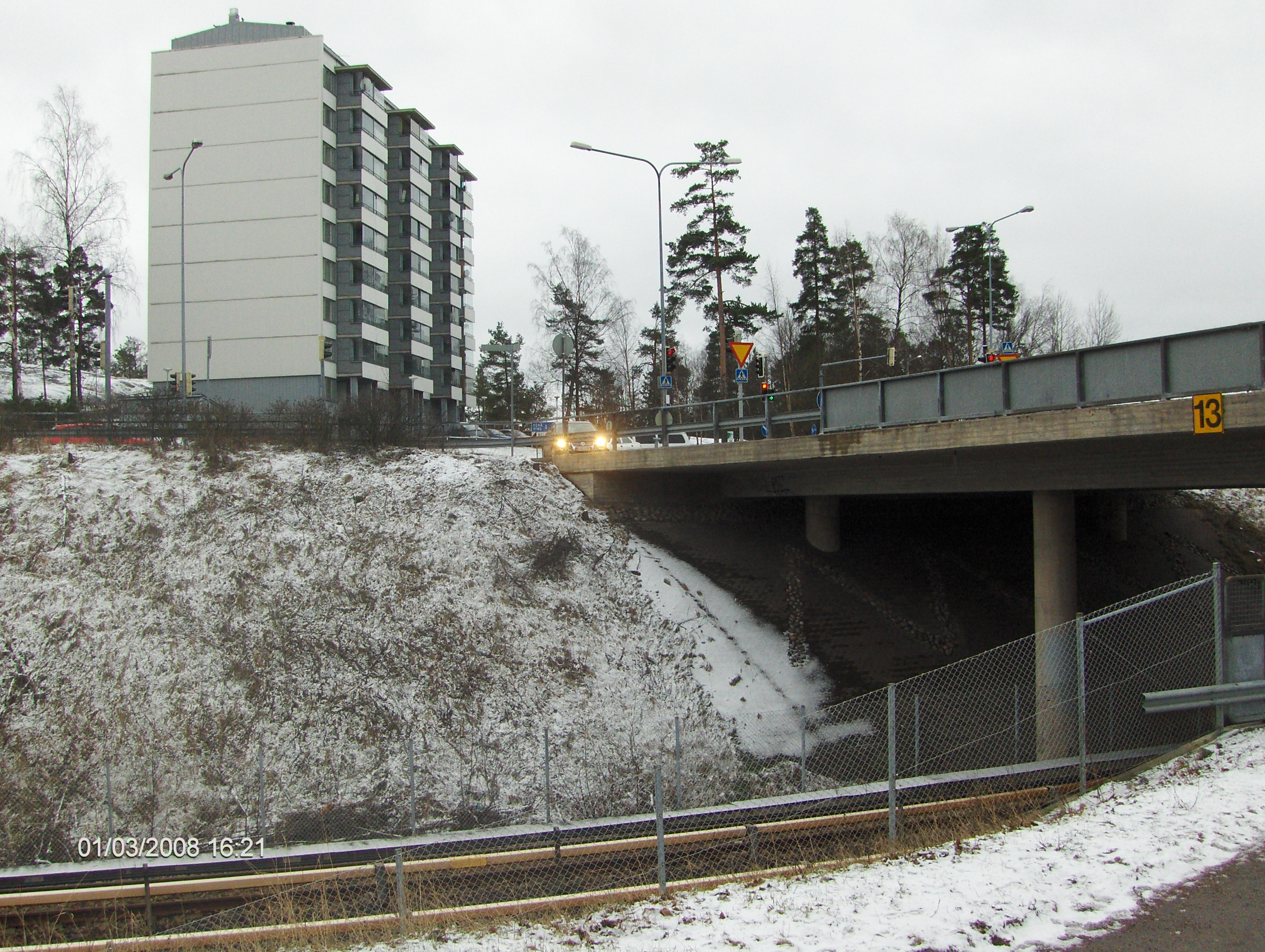
Le pont de Kotikonnuntie.
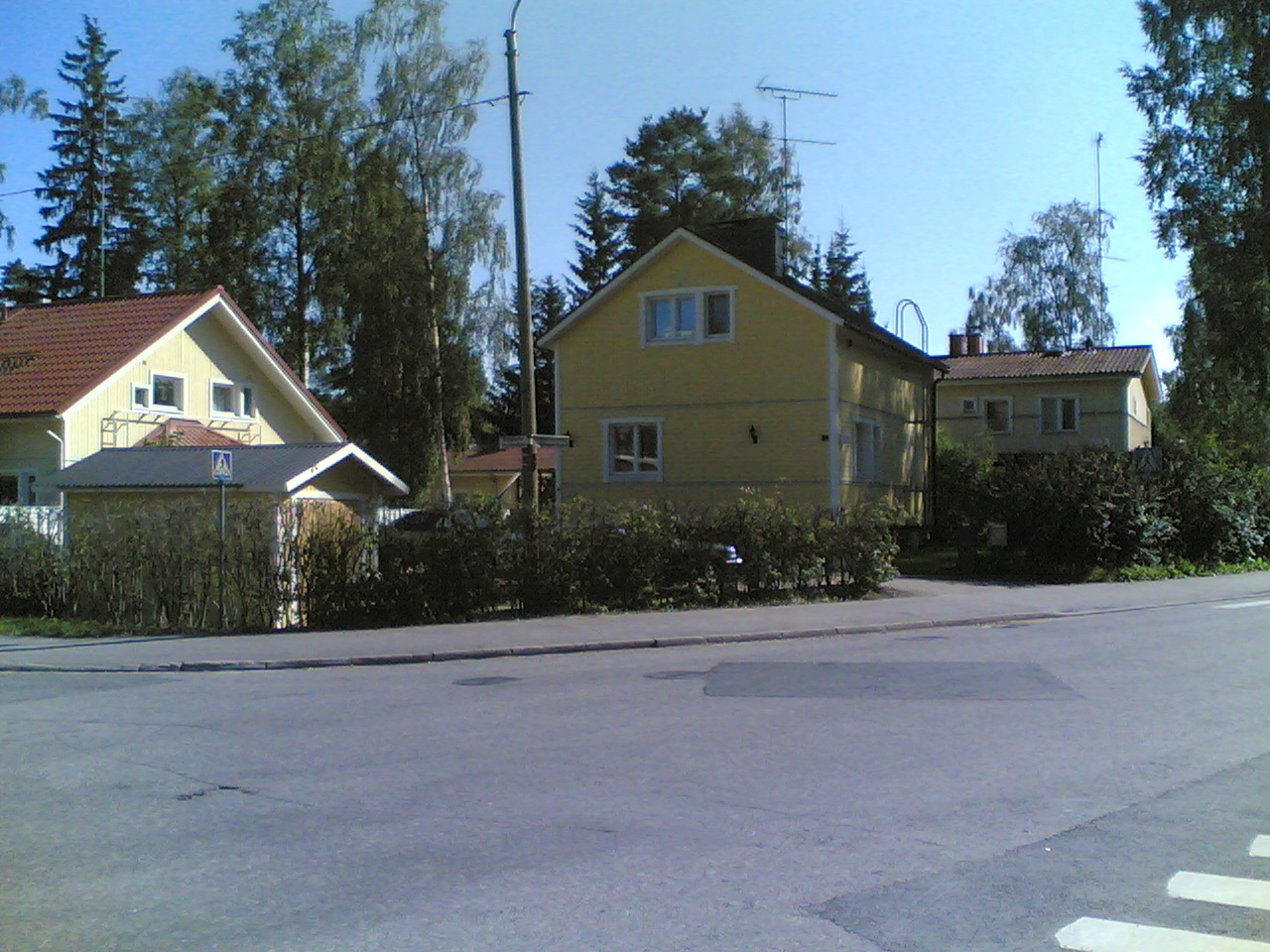
Habitations de Vesala.
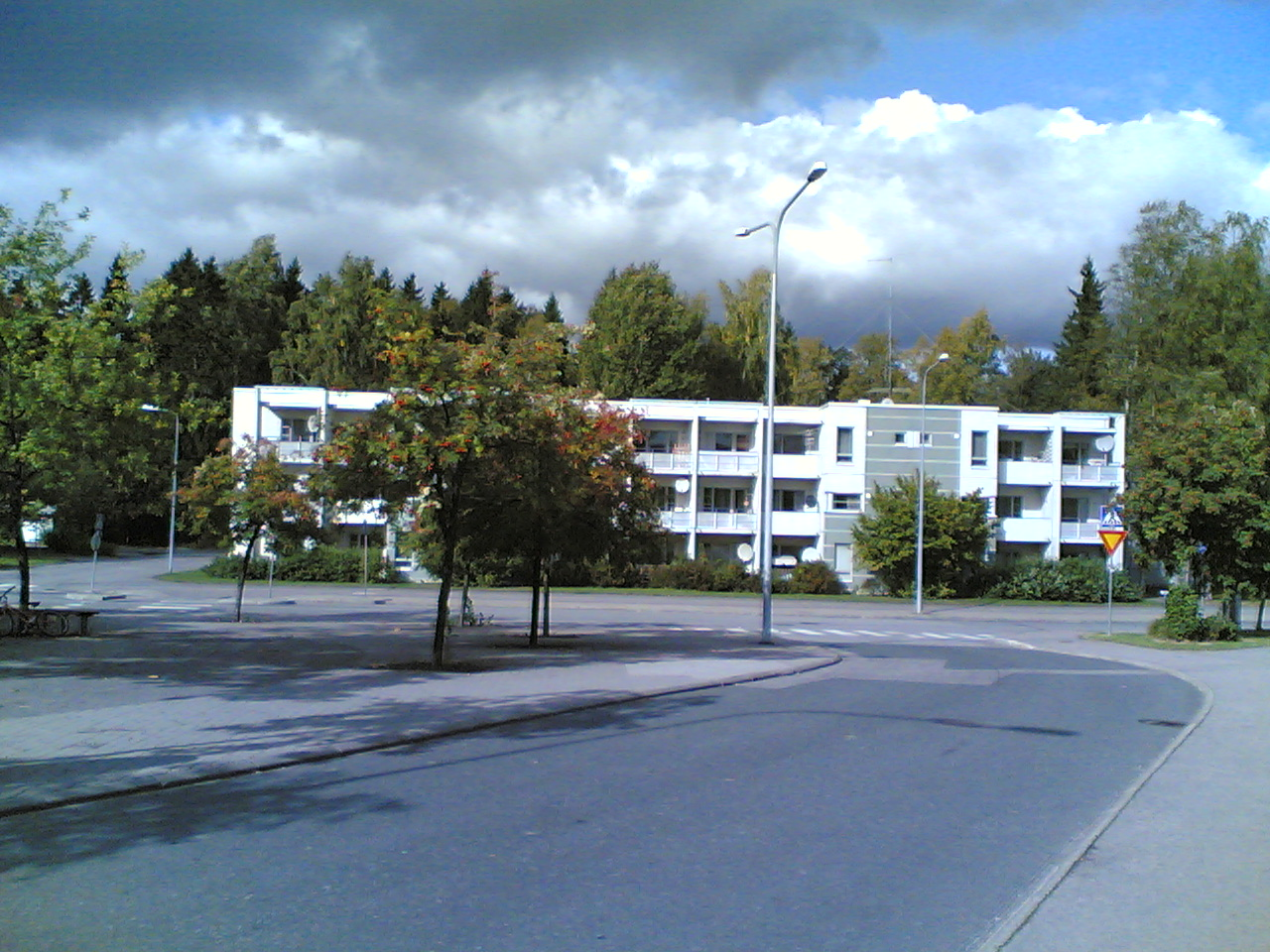
Aarrekuja.